# Sebastian Giovinco
Sebastian Giovinco (Torino, 1987. január 26.–) olasz válogatott labdarúgó, a Sampdoria csatára. Apró termete és technikai képzettsége miatt "Atomhangyának" becézik.

## Pályafutása

### Klubcsapatokban
14 évesen került a Juventushoz, és vezéregyénisége volt a 2005-06-os szezonban a hagyományos viareggio-i tornát megnyerő és az olasz utánpótlásbajnokságban (a campionato primaverában) is diadalmaskodó csapatnak.
2007. május 12-én mutatkozott be a Juventus felnőtt csapatában: a Bologna ellen csereként beállva gólpasszt adott David Trezeguet-nek.   Ezt követően bár több klub – így például az Arsenal FC vagy a Palermo – is szívesen látta volna, az idény hátralevő részében a klub Primavera csapatában játszott.
2007 nyarán kölcsönadták az Empoli csapatának, ahol remek idényt futott: 35 meccsen lépett pályára és hat gólt, négy gólpasszt ért el a szezonban. Különösen emlékezetes volt az AS Roma ellen az utolsó percben 35 méterről szerzett szabadrúgásgólja, amellyel 2:2-re mentette a mérkőzést. A 2008-as szezon elején a szerződése meghosszabbításával kapcsolatos viták borzolták a kedélyeket, végül a szerződést aláírta.
Claudio Ranieri érkeztével aztán fokozatosan kiszorult először a kezdőből, majd később a keretből is. 2010 végén, mivel a Juventusban nem kapott játéklehetőséget, először csak kölcsönben, majd később végleg a Parma csapatához került.
A Parmaban töltött években kiváló formának örvendhetett, alapember volt. Erre pont a Juventus figyelt fel, aki 2012-ben visszavásárolta a játékjogát, és ezúttal már korántsem epizodistaként, hanem alapemberként számított rá Antonio Conte vezetőedző.
2015. január 19-én az MLS-ben szereplő Toronto FC-hez igazolt. Az új környezetben valósággal megújult, remek formába lendült, és hamar csapata, és a liga legjobbjai között emlegették. A bajnokság végén az idény legjobbjának választották és a gólkirályi címet is elnyerte.
2019 januárjában a szaúdi bajnokságban élen álló al-Hilal csapatához szerződött.
2022. február 8-án aláírt a Sampdoria csapatához.

### A válogatottban
2008 nyarán a touloni utánpótlástornán tagja volt a győztes olasz csapatnak, és őt választották a torna legjobbjának is. Az olasz labdarúgó-válogatott tagjaként részt vett a pekingi olimpián, az első mérkőzésen Honduras ellen ő lőtte az első gólt. A nagy reményekkel induló itáliaiak nagy meglepetésre azonban Giovinco jó játéka ellenére sem tudtak érmet nyerni, mivel a legjobb nyolc között Belgium 3:2-re legyőzte őket.
A 2009-es Svédországban tartott utánpótlás-Európa-bajnokságon ismét remek teljesítménnyel rukkolt elő, beválasztották a torna legjobb 10 játékosa közé, viszont az eredmény itt is elmaradt, mivel az elődöntőben az olasz válogatott alulmaradt a németekkel szemben.
A felnőtt válogatottban 2011.február 9-én mutatkozott be, a németek elleni barátságos mérkőzésen.(1-1) Cesare Prandelli nevezte a 2012-es labdarúgó-Európa-bajnokságra, ahol többnyire csereként számított a játékára. A torna második csoport mérkőzésén gólpasszt adott Antonio Di Natalenak. Az olaszok végül ezüstérmesek lettek a tornán. Szerepelt a 2013-as konföderációs kupán is.

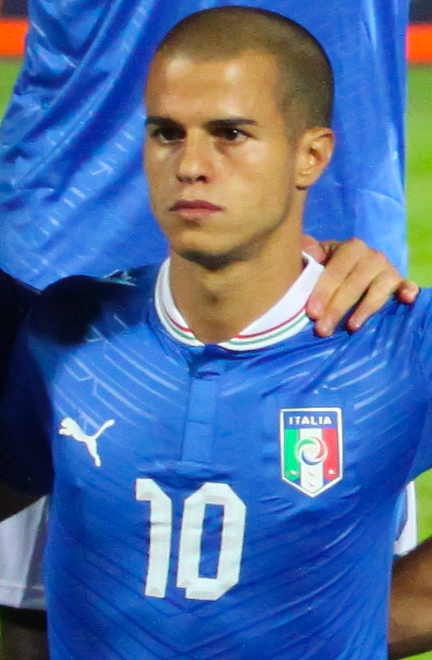
Giovinco Olaszország színeiben 2012-ben.

## Család
Sebastian öccse, Giuseppe szintén a Juventus utánpótlásában játszik, az ifjú középpályás ugyanazon a poszton szerepel, mint fivére, de fizikailag erősebb nála. Giuseppe Giovincot a szakemberek Sebastianhoz hasonlóan hatalmas tehetségnek tartják, és több angol klub (pl. a Chelsea FC) is kivetette már rá a hálóját.

## Médiaszereplés
Az Electronic Arts FIFA 2016 játékának borítóján ő volt látható a széria amerikai kiadásán.

### Válogatott statisztika
2015. október 13-áig
| Olaszország | Olaszország   | Olaszország |
| Év          | Pályára lépés | Gólok       |
| ----------- | ------------- | ----------- |
| 2011        | 6             | 0           |
| 2012        | 8             | 0           |
| 2013        | 3             | 1           |
| 2014        | 4             | 0           |
| 2015        | 2             | 0           |
| Összesen    | 23            | 1           |

## Játékstílusa
Giovinco egy alacsony termetű, gyors, technikás játékos, aki a labdával is kiválóan bánik. Ezek a tulajdonságok ellensúlyozzák fizikai hátrányait. A középpálya közepén irányító poszton, amolyan utolsó passzos emberként érzi a legjobban magát. Kiválóan lát a pályán, jobblábas létére a bal lábával is pontosan passzol, lő. Az utóbbi években befejező csatárként is csillog.

## Sikerei, díjai

### Klub
- Juventus
  - Seria A: 2012-13, 2013-14
  - Seria B: 2006-07
  - Olasz szuperkupa: 2012, 2013

- Toronto
  - MLS-kupa: 2017
  - Supporter's Shield: 2017
  - Kanadai bajnok: 2016, 2017, 2018

- al-Hilal
  - Szaúd-Arábia bajnok: 2019–20, 2020–21
  - Király-kupa: 2019–20
  - AFC-bajnokok ligája: 2019

### Válogatott
- Olaszország
  - Európa-bajnokság döntős : 2012
  - Konföderációs kupa bronzérmes : 2013

### Egyéni
- Az utánpótlás-bajnokság legjobb játékosa: 2005–06[24]
- Touloni Ifjúsági Torna a torna legjobb játékosa: 2008[25]
- U21-es labdarúgó-Európa-bajnokság a torna álomcsapatának a tagja: 2009[26]
- MLS All-Star (2): 2015,[27]
- MLS gólkirály: 2015